# Russell Leetch
Russell Jonathan Leetch (nacido el 5 de marzo de 1982, en Solihull, Inglaterra) es el bajista de la banda de indie rock de Birmingham Editors. Estudió tecnología de la música en la Universidad de Staffordshire donde conoció a sus compañeros de Editors. Fue a la escuela secundaria a Arden School, Knowle. 
Él trabajaba con su compañero de banda Tom Smith en un centro de llamadas antes de formar la banda. Sus bandas del favoritas son Radiohead y Spiritualized. 
En febrero del 2008, Leetch remezcló un sencillo de The Hives: "T.H.E.H.I.V.E.S.", donde participó en el b-side. También dirigió el video de su banda Editors: "Bones" qué sólo se promocionará en Europa.
- Datos: Q7381648
- Multimedia: Russell Leetch / Q7381648